# 马尔科·达尔特鲁伊
马尔科·达尔特鲁伊（義大利語：Marco D'Altrui，1964年4月25日—），意大利前男子水球运动员。他曾代表意大利参加1984年、1988年和1992年夏季奥林匹克运动会水球比赛，其中1992年奥运会获得金牌。